# General Dynamics
General Dynamics Corporation är ett amerikanskt multinationellt konglomerat inom försvarsteknologi och var år 2005 det sjätte största inom sin bransch. Företaget har fyra huvudenheter: marinsystem (Electric Boat Corporation), stridssystem, informationssystem och teknolog, samt flyg (Gulfstream Aerospace).

## Historik
Företaget grundades 1952 av Electric Boat Companys president John Jay Hopkins när flygplanstillverkaren Canadair, ubåtstillverkaren Electric Boat Company och generatortillverkaren Electro Dynamics Company fusionerades med varandra. General Dynamics ägde också flygplanstillverkaren Cessna mellan 1985 och 1992 samt Convair mellan 1954 och 1996, började dock redan sälja av delar av Convair fem år tidigare. Convair utvecklade passagerarjetflygplan, dock så drevs verksamheten med stor förlust och man slutade tillverka flygplanen Convair 880 och Convair 990. Innan dess hade Convair tillverkat propellerdrivna flygplan som Convair 440 som var framgångsrika ekonomiskt.

## Produktionsorter
Ett urval av produktionsorter.
- Joint Systems Manufacturing Center – Lima

## Dotterbolag
Ett urval av dotterbolag.
- Bath Iron Works
- General Dynamics Electric Boat
- Gulfstream Aerospace